# Rustam Tulaganov
Rustam Tulaganov est un boxeur ouzbek né le 8 octobre 1991 à Tachkent. 

## Carrière
Médaillé d'argent aux championnats d'Asie de Bangkok en 2015 dans la catégorie poids lourds, il se qualifie aux Jeux olympiques d'été de 2016 à Rio de Janeiro et remporte une médaille de bronze également en poids lourds en ne s'inclinant qu'en demi-finale face au boxeur russe Evgeny Tishchenko.

## Référence
1. ↑  (en) Rio Olympics 2016: Evgeny Tishchenko wins gold in men's heavyweight final (bbc.com)